# Rabenstein/Fläming
Rabenstein/Fläming è un comune di 786 abitanti del Brandeburgo, in Germania.

Appartiene al circondario (Landkreis) di Potsdam-Mittelmark (targa PM) ed è parte della comunità amministrativa (Amt) di Niemegk.

## Geografia antropica
Il comune di Rabenstein/Fläming è suddiviso nelle frazioni (Ortsteil) di Buchholz b. Niemegk, Garrey, Groß Marzehns, Klein Marzehns, Raben e Rädigke, e comprende le località abitate (Bewohnter Gemeindeteil) di Neuendorf, Wüstemark e Zixdorf e il nucleo abitato (Wohnplatz) di Rabenstein.